# Овайгі (Невада)
Овайгі (англ. Owyhee) — переписна місцевість (CDP) в США, в окрузі Елко штату Невада. Населення — 1027 осіб (2020).

## Географія
Овайгі розташоване за координатами 41°55′37″ пн. ш. 116°10′36″ зх. д. / 41.92694° пн. ш. 116.17667° зх. д. (41.927002, -116.176614).  За даними Бюро перепису населення США в 2010 році переписна місцевість мала площу 585,10 км², з яких 583,53 км² — суходіл та 1,57 км² — водойми.

### Клімат
| Клімат : Овайгі         | Клімат : Овайгі | Клімат : Овайгі | Клімат : Овайгі | Клімат : Овайгі | Клімат : Овайгі | Клімат : Овайгі | Клімат : Овайгі | Клімат : Овайгі | Клімат : Овайгі | Клімат : Овайгі | Клімат : Овайгі | Клімат : Овайгі | Клімат : Овайгі |
| Показник                | Січ.            | Лют.            | Бер.            | Квіт.           | Трав.           | Черв.           | Лип.            | Серп.           | Вер.            | Жовт.           | Лист.           | Груд.           | Рік             |
| Абсолютний максимум, °C | 16,7            | 18,9            | 23,3            | 28,3            | 32,2            | 35,0            | 36,7            | 36,7            | 35,6            | 28,9            | 23,3            | 18,3            | 36,7            |
| Середній максимум, °C   | 2,7             | 5,3             | 7,4             | 12,4            | 17,7            | 23,1            | 29,4            | 28,2            | 23,5            | 17,0            | 8,9             | 4,4             | 15,1            |
| Середній мінімум, °C    | −8,6            | −5,8            | −4,4            | −1,1            | 3,1             | 6,7             | 10,6            | 9,8             | 4,8             | 0,0             | −3,7            | −7,1            | 0,4             |
| Абсолютний мінімум, °C  | −36,7           | −31,7           | −23,9           | −11,7           | −10             | −4,4            | 0,0             | −2,2            | −11,7           | −10,6           | −22,2           | −30             | −36,7           |
| Норма опадів, мм        | 34              | 28              | 39              | 37              | 48              | 43              | 11              | 14              | 18              | 27              | 33              | 40              | 372             |
| ----------------------- | --------------- | --------------- | --------------- | --------------- | --------------- | --------------- | --------------- | --------------- | --------------- | --------------- | --------------- | --------------- | --------------- |
| Джерело:                |                 |                 |                 |                 |                 |                 |                 |                 |                 |                 |                 |                 |                 |

## Демографія
Згідно з переписом 2010 року, у переписній місцевості мешкали 953 особи в 355 домогосподарствах у складі 241 родини. Густота населення становила 2 особи/км².  Було 393 помешкання (1/км²).
Расовий склад населення:
| - 90,5 % — корінних американців - 7,1 % — білих - 0,2 % — азіатів - 0,1 % — вихідців з тихоокеанських островів |

До двох чи більше рас належало 1,7 %. Частка іспаномовних становила 3,6 % від усіх жителів.
За віковим діапазоном населення розподілялося таким чином: 27,2 % — особи молодші 18 років, 61,0 % — особи у віці 18—64 років, 11,8 % — особи у віці 65 років та старші. Медіана віку мешканця становила 32,5 року. На 100 осіб жіночої статі у переписній місцевості припадало 101,5 чоловіків;  на 100 жінок у віці від 18 років та старших — 101,2 чоловіків також старших 18 років.
Середній дохід на одне домашнє господарство  становив 48 048 доларів США (медіана — 35 938), а середній дохід на одну сім'ю — 53 014 долари (медіана — 42 045). За межею бідності перебувало 19,8 % осіб, у тому числі 25,6 % дітей у віці до 18 років та 7,1 % осіб у віці 65 років та старших.
Цивільне працевлаштоване населення становило 503 особи. Основні галузі зайнятості: публічна адміністрація — 32,6 %, освіта, охорона здоров'я та соціальна допомога — 25,6 %, мистецтво, розваги та відпочинок — 6,8 %, сільське господарство, лісництво, риболовля — 6,4 %.